# Corno Bianco (Alpy Pennińskie)
Corno Bianco − szczyt w Alpach Pennińskich, części Alp Zachodnich. Leży w północnych Włoszech na granicy regionów Piemont i Dolina Aosty. Należy do masywu Monte Rosa. Szczyt można zdobyć ze schronisk Bivacco don Luigi Ravelli (2500 m), Rifugio abate Antonio Carestia (2200 m) i Bivacco Gastaldi (2600 m).
Pierwszego odnotowanego wejścia dokonał kapitan Albert w 1831 r.